# Neopithecops parumbretta
Neopithecops parumbretta är en fjärilsart som beskrevs av John Nevill Eliot. Neopithecops parumbretta ingår i släktet Neopithecops och familjen juvelvingar. Inga underarter finns listade i Catalogue of Life.